# Canny-sur-Thérain
Canny-sur-Thérain är en kommun i departementet Oise i regionen Hauts-de-France i norra Frankrike. Kommunen ligger i kantonen Formerie som tillhör arrondissementet Beauvais. År 2022 hade Canny-sur-Thérain 224 invånare.

## Befolkningsutveckling
Antalet invånare i kommunen Canny-sur-Thérain
| Referens: INSEE |